# Robí
El robí o carboncle és una gemma mineral de la varietat del corindó. El nom prové del llatí rubeus, i significa roig, ja que té un color vermell intens. És un mineral heterogeni, de duresa 9 en l'escala de Mohs, compost per òxid d'alumini i crom. Gràcies a la seva finesa, pot ser encastada en diverses parts del mecanisme d'alguns rellotges.

## Obtenció
S'obté de les mines bauxítiques pel mètode de lixiviació i flotació. També es pot trobar als rius de poca profunditat de zona mesolítica. Actualment, la majoria de robins se sintetitzen artificialment.

### Jaciments
Hi ha jaciments de robí a Myanmar, Sri Lanka, Índia, Madagascar, Tailàndia, Colòmbia, República Popular de la Xina i Rússia, i en menor mesura a Sud-àfrica, Austràlia, Groenlàndia i els Estats Units. Els de la península de Malaca són molt valuosos, alguns n'aconsegueixen el mateix valor que els diamants de la mateixa mida.

### El robí sintètic
Es va produir per primera vegada el 1923 barrejant alum i pigments de crom. Aquest mètode permet la producció de pedres molt similars a les naturals químicament i física. Tot i així, aquest tipus de robí és més utilitzat en rellotgeria que en joieria.
La llei estableix que aquests cristalls han de ser marcats per evitar-ne la confusió amb els naturals.

## Propietats

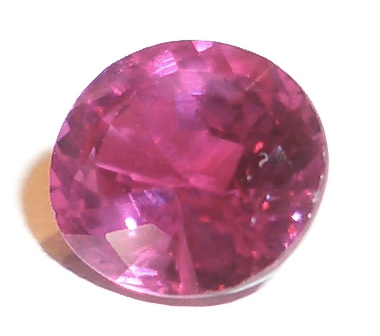
Robí polit

El robí és una gemma i un mineral tan valorat perquè té unes propietats força característiques.

### Propietats físiques
El robí és dur (duresa en mohs: 9) i el seu color roig varia segons la concentració del crom hexavalent a la mena. També varia el seu punt de fusió, que ronda els 2.000 K. La seva densitat és de 3 a 4,2 g/cm³ segons la cristal·lització. La seva configuració cristal·línica és tetragonal, hexagonal i cúbica.

### Propietats químiques
És resistent a la corrosió, ja que és estable cinèticament i també tèrmicament. No es pot dissoldre amb àcids halògens, però sí amb àcid sulfúric per formar amb el crom àcid cròmic, i amb l'òxid d'alumini un sulfat àcid d'alumini. També l'ataca l'àcid perclòric, el fluorhídric i l'hexafluorosilícic.

## Utilització
L'ús del robí queda restringit a la joieria, rellotgeria (les petites peces de rellotge reben el mateix nom que el mineral) i aplicacions de làser per tal de crear els làsers d'heli-robí i els de robí pur. El seu valor depèn del color, mida, densitat i puresa.

## El robí en la cultura
El robí és una de les joies més preuades i com a tal apareix com a símbol de bellesa i riquesa en diverses arts, així com a metàfora usual dels llavis. A la Xina, s'enterraven robins als fonaments d'alguns edificis de nobles per garantir la prosperitat del seu llinatge.
Les sabates que permeten a Dorothy viatjar entre mons a El màgic d'Oz estan fetes de robins.
La joia ha donat nom al color homònim i a una espècie d'ocell, el colibrí gorja-robí. Alguns dels robins singulars més cèlebres són el robí Liberty Bell i el robí Sunrise, els quals en destaquen per la mida.